# Matwiga
Matwiga ist ein Verwaltungsbezirk (Ward) des Distriktes Chunya in der tansanischen Region Mbeya.

## Geografie
Matwiga liegt im Westen von Tansania auf einer hügeligen Hochfläche etwa 1400 Meter über dem Meer. Der Bezirk hat eine Fläche von 1097 Quadratkilometern und bei der Volkszählung 2022 lebten hier 18.762 Menschen in 4196 Haushalten.

## Gliederung
Der Bezirk besteht aus drei Gemeinden (Mtaa) mit 15 Orten (Kitongoji):
| Matwiga - Majengo - Konde - Maendeleo - Tankini - Moyo - Mlimani - Ilindi | Mazimbo - Mazimbo - Kiyombo - Mavinge | Isangawana - Isangawana A - Isangawana B - Mkange - Mpakani - Igomaa |

## Wirtschaft und Infrastruktur
- Bildung: Die Matwiga Secondary School ist eine 2006 eröffnete staatliche Schule, die Jugendliche bis zur 4. Stufe ausbildet.[7]
- Gesundheit: Das Gesundheitszentrum in Isangawana bietet Malaria- und HIV-Diagnose und -Behandlung sowie Mutter-Kind-Betreuung ambulant an.[8] In Matwiga und Mazimbo befinden sich außerdem staatliche Apotheken.[9][10]
- Straße: Matwiga liegt an der Nationalstraße T8 von Mbeya im Süden nach Singida im Norden.[11]